# Isabelle Mir
Isabelle Mir nació el 2 de marzo de 1949 en Saint-Lary-Soulan (Francia). Es una esquiadora retirada que ganó una medalla olímpica de plata, dos medallas de plata en el Campeonato del Mundo, dos Copas del Mundo en disciplina de Descenso y consiguió nueve victorias en la Copa del Mundo de Esquí Alpino (con un total de 24 podiums).

## Resultados

### Juegos Olímpicos de Invierno
- 1968 en Grenoble, Francia
  - Descenso: 2.ª
  - Eslalon: 5.ª
  - Eslalon Gigante: 6.ª
- 1972 en Sapporo, Japón
  - Descenso: 4.ª

### Campeonatos Mundiales
- 1968 en Grenoble, Francia
  - Descenso: 2.ª
  - Combinada: 4.ª
  - Eslalon: 5.ª
  - Eslalon Gigante: 6.ª
- 1970 en Val Gardena, Italia
  - Descenso: 2.ª

### Copa del Mundo

#### Clasificación general Copa del Mundo
- 1966-1967: 4.ª
- 1967-1968: 2.ª
- 1968-1969: 9.ª
- 1969-1970: 8.ª
- 1970-1971: 3.ª
- 1971-1972: 10.ª
- 1972-1973: 31.ª

#### Clasificación por disciplinas (Top-10)
- 1966-1967:
  - Descenso: 2.ª
  - Eslalon: 4.ª
  - Eslalon Gigante: 7.ª
- 1967-1968:
  - Descenso: 1.ª
  - Eslalon Gigante: 6.ª
  - Eslalon: 7.ª
- 1968-1969:
  - Descenso: 2.ª
- 1969-1970:
  - Descenso: 1.ª
- 1970-1971:
  - Descenso: 4.ª
  - Eslalon Gigante: 5.ª
- 1971-1972:
  - Descenso: 5.ª

#### Victorias en la Copa del Mundo (9)

##### Descenso (8)
| Fecha                   | Lugar        |
| ----------------------- | ------------ |
| 10 de marzo de 1967     | Franconia    |
| 27 de enero de 1968     | St. Gervais  |
| 2 de marzo de 1968      | Abetone      |
| 25 de enero de 1969     | St. Gervais  |
| 9 de enero de 1970      | Grindelwald  |
| 15 de enero de 1970     | Bad Gastein  |
| 1 de febrero de 1970    | Jackson Hole |
| 19 de diciembre de 1970 | Val-d'Isère  |

##### Eslalon Gigante (1)
| Fecha                 | Lugar        |
| --------------------- | ------------ |
| 12 de febrero de 1970 | Mt. St. Anne |